# Пьоццано
Пьоццано (итал. Piozzano) —  коммуна в Италии, располагается в регионе Эмилия-Романья, в провинции Пьяченца.
Население составляет 688 человек (2008 г.), плотность населения составляет 16 чел./км². Занимает площадь 43 км². Почтовый индекс — 29010. Телефонный код — 0523.
Покровителем коммуны почитается Христос-Спаситель, празднование в первое воскресение после Пасхи.

## Демография
Динамика населения:

## Администрация коммуны
- Официальный сайт: http://www.comune.piozzano.pc.it